# Жоне, Андре
Андре́ Жоне́ (фр. André Jaunet; 17 мая 1911, Корне — 13 декабря 1988, Цюрих) — швейцарский флейтист и музыкальный педагог французского происхождения.
Учился в Париже у Марселя Муаза и Филиппа Гобера. После окончания Парижской консерватории в 1931 г. занимал пульт первой флейты в Лилльской опере, Винтертурском городском оркестре, Бернском симфоническом оркестре. В 1938—1978 гг. первая флейта цюрихского оркестра Тонхалле, одновременно преподавал в Цюрихской консерватории. В 1939 г. был в числе первых лауреатов Международного конкурса исполнителей в Женеве. С 1973 г. также приглашённый профессор Фрайбургской Высшей школы музыки. Среди учеников Жоне — Орель Николе, Петер Лукас Граф, Эммануэль Паю и другие заметные музыканты. Играл также в составе Цюрихского духового квинтета, других камерных составов, в том числе специализировавшихся на барочной музыке.